# Edgar (Wisconsin)
Edgar è un comune degli Stati Uniti d'America, situato in Wisconsin, nella Contea di Marathon.